# Fion
Pour les articles homonymes, voir Fion (homonymie).
Le Fion est une petite rivière française, affluent de la Marne en rive droite, donc un sous-affluent de la Seine qui coule dans le département de la Marne, dans la région Grand Est. Son cours se situe au nord de la ville de Vitry-le-François.

## Géographie
La longueur du cours d'eau de la rivière Fion est de 21,3 km.
Le Fion prend naissance sur le territoire de la commune de Bassu et se dirige d'abord vers le sud-ouest, parallèlement au cours de la Vière, affluent de la Saulx. Il traverse Bassuet, puis change de direction vers le nord-ouest et baigne Saint-Lumier-en-Champagne puis Saint-Amand-sur-Fion et Aulnay-l'Aître, avant de confluer avec la Marne au niveau de la localité de La Chaussée-sur-Marne.

## Affluents
Le Fion présente deux affluents notables sur sa rive droite, la Lisse (d'une longueur de 2,5 km) et le Rû et sur sa rive gauche, le ruisseau de Saint-Quentin-les-Marais,.

## Hydronymie
Le nom de ce cours est issu du mot latin Flumen qui signifie fleuve ou rivière et qui a donné, en italien, le mot fiume.

## Toponymie
Le Fion a donné son hydronyme à la commune de Saint-Amand-sur-Fion (la commune porta provisoirement les noms de Amand-sur-Fion et de Montfion durant la Révolution française).